# Eisensteinreihe
Eisensteinreihen (nach dem deutschen Mathematiker Gotthold Eisenstein) sind verschiedene Reihen aus der Theorie der Modulformen bzw. automorphen Formen.

## Holomorphe Eisensteinreihen

### Eisensteinreihen auf dem Raum der Gitter
Seien {\displaystyle \omega _{1},\omega _{2}\in \mathbb {C} \setminus \{0\}} zwei komplexe Zahlen mit {\displaystyle {\frac {\omega _{1}}{\omega _{2}}}\not \in \mathbb {R} }. Das von {\displaystyle \omega _{1}} und {\displaystyle \omega _{2}} erzeugte Gitter {\displaystyle \Omega \subset \mathbb {C} } ist
{\displaystyle \Omega :=\left\{\omega =a\omega _{1}+b\omega _{2}:a,b\in \mathbb {Z} \right\}}.
Die Eisensteinreihe vom Gewicht {\displaystyle k} zum Gitter {\displaystyle \Omega } in {\displaystyle \mathbb {C} } ist die unendliche Reihe der Form
{\displaystyle G_{k}(\Omega ):=\sum _{0\not =\omega \in \Omega }\omega ^{-k}}.
Diese Reihen sind absolut konvergent für {\displaystyle k\geq 3}; für ungerades {\displaystyle k} ist {\displaystyle G_{k}(\Omega )=0}.

### Eisensteinreihen auf der oberen Halbebene

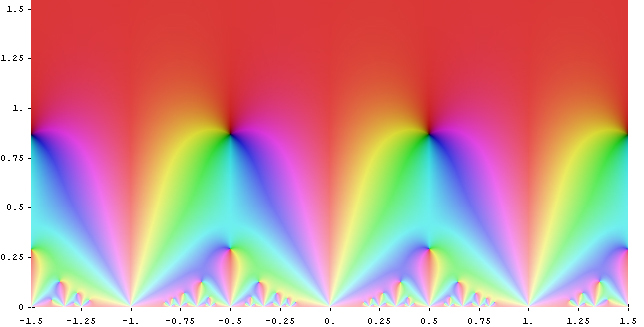

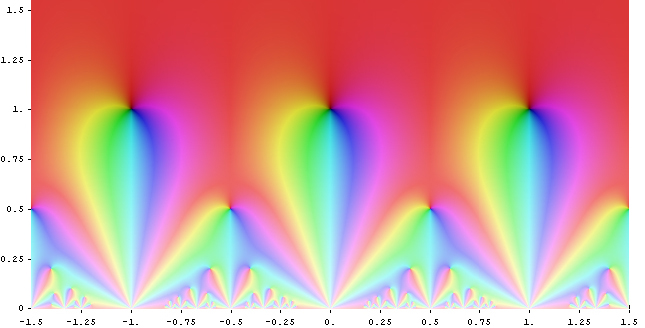

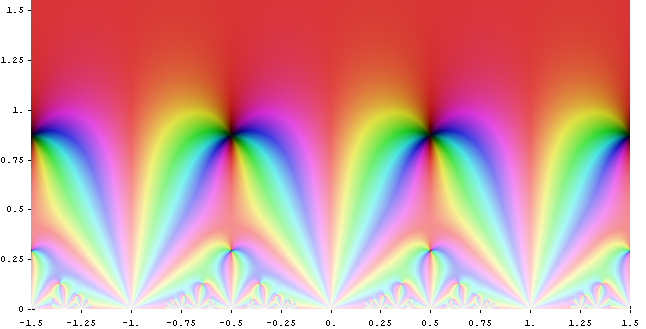

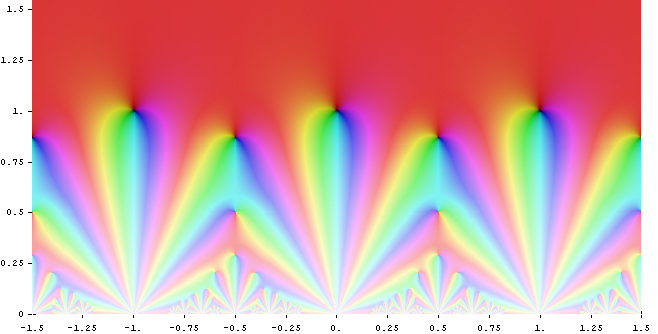

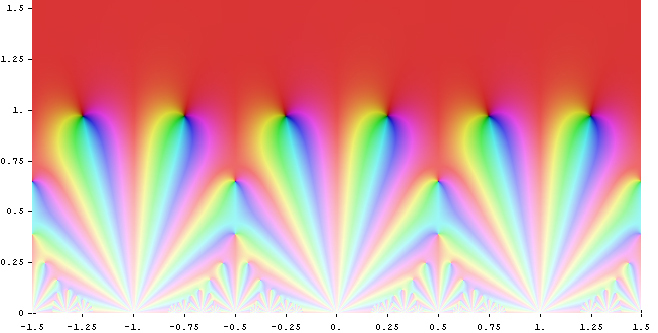

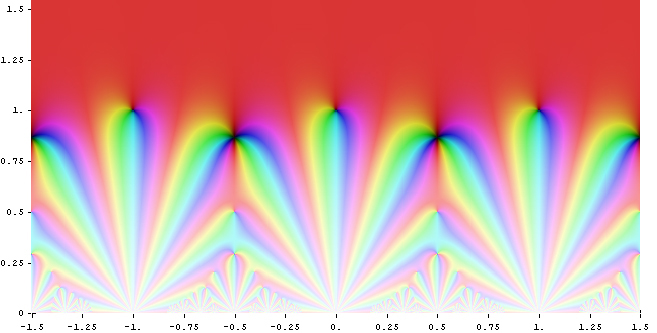

Die Untersuchung der Eisensteinreihen lässt sich oBdA auf Gitter der Form {\displaystyle \mathbb {Z} +\mathbb {Z} \tau } mit {\displaystyle \tau \in \mathbb {H} =\{z\in \mathbb {C} \mid \operatorname {Im} z>0\}} beschränken, denn für ein Gitter {\displaystyle \Omega } mit Basis {\displaystyle (\omega _{1},\omega _{2})} gilt stets:
{\displaystyle G_{k}(\Omega )=G_{k}(\omega _{1},\omega _{2})=\omega _{2}^{-k}G_{k}\left({\frac {\omega _{1}}{\omega _{2}}},1\right)},
und da die Basis so gewählt werden kann, dass {\displaystyle {\frac {\omega _{1}}{\omega _{2}}}\in \mathbb {H} } gilt, kann man die Eisensteinreihen jedes Gitters berechnen, sobald man sie für diejenigen mit Basis {\displaystyle (\tau ,1),\ \tau \in \mathbb {H} } kennt. Für letztere schreibt man auch abkürzend:
{\displaystyle G_{k}(\tau ):=G_{k}(\tau ,1)=\sum _{(0,0)\not =(m,n)\in \mathbb {Z} \times \mathbb {Z} }{\frac {1}{(m\tau +n)^{k}}}}.
Man kann die Eisensteinreihe {\displaystyle G_{k}} also als eine Funktion auf der oberen Halbebene auffassen.
Eisenstein-Reihen sind holomorph in der oberen Halbebene und in der Spitze ({\displaystyle Im\,z\to \infty }).
Die Eisensteinreihe {\displaystyle G_{k}} ist eine Modulform vom Gewicht {\displaystyle k} zur Gruppe {\displaystyle {\text{SL}}_{2}(\mathbb {Z} )}, das heißt für {\displaystyle a,b,c,d\in \mathbb {Z} } mit {\displaystyle ad-bc=1} gilt
{\displaystyle G_{k}\!\left({\frac {a\tau +b}{c\tau +d}}\right)=(c\tau +d)^{k}G_{k}(\tau ).}
Für {\displaystyle k\geq 8} sind die {\displaystyle G_{k}} Polynome mit rationalen Koeffizienten in {\displaystyle G_{4}} und {\displaystyle G_{6}}, d. h. {\displaystyle G_{k}\in \mathbb {Q} [G_{4},G_{6}]}, es gilt die Rekursionsformel:
{\displaystyle (n-3)(2n+1)(2n-1)G_{2n}=3\sum _{p=2}^{n-2}(2p-1)(2n-2p-1)G_{2p}G_{2n-2p}}
Speziell für {\displaystyle n=4} ergibt sich hieraus {\displaystyle 7G_{8}=3G_{4}^{2}} und durch einen Koeffizientenvergleich der Fourierentwicklungen (siehe unten) die bemerkenswerte zahlentheoretische Hurwitz-Identität (nach Adolf Hurwitz):
{\displaystyle \sigma _{7}(m)=\sigma _{3}(m)+120\sum _{r,s\in \mathbb {N} ,r+s=m}\sigma _{3}(r)\sigma _{3}(s)},
dabei ist die Teilerfunktion
{\displaystyle \,\sigma _{k}(n)=\sum _{d|n}d^{k}}
die Summe der {\displaystyle k}-ten Potenzen der Teiler von {\displaystyle n}. Diese Formel lässt sich aber auch elementar (das heißt nicht funktionentheoretisch) beweisen.
Da in der Spitze für alle {\displaystyle n\geq 2} gilt, dass {\displaystyle \lim _{Im(\tau )\to \infty }G_{2n}(\tau )=2\zeta (2n)}, folgt aus der Rekursionsformel, dass für alle {\displaystyle n\geq 4} gilt:
{\displaystyle (n-3)(2n+1)(2n-1)\zeta (2n)=6\sum _{p=2}^{n-2}(2p-1)(2n-2p-1)\zeta (2p)\zeta (2n-2p)}

### Fourierentwicklung
Die Eisensteinreihen lassen sich in eine Fourierreihe entwickeln:
{\displaystyle G_{k}(\tau )=2\zeta (k)+2{\frac {(2\pi i)^{k}}{(k-1)!}}\sum _{m=1}^{\infty }\sigma _{k-1}(m)e^{2\pi im\tau }},
dabei ist {\displaystyle \zeta (s)=\sum _{n=1}^{\infty }n^{-s}} die Riemannsche Zetafunktion. Eine weitere übliche Darstellung ist die der normierten Eisensteinreihe
{\displaystyle G_{k}^{*}(\tau )={\frac {1}{2\zeta (k)}}G_{k}(\tau )=1-{\frac {2k}{B_{k}}}\sum _{m=1}^{\infty }\sigma _{k-1}(m)e^{2\pi im\tau }.}
Dabei sind die {\displaystyle B_{k}} die Bernoulli-Zahlen. Diese Fourierreihe hat ausschließlich rationale Fourierkoeffizienten.

### Bezug zu elliptischen Funktionen
Es sei {\displaystyle g_{2}=60G_{4}} und {\displaystyle g_{3}=140G_{6}}. Dann erfüllt die Weierstraßsche ℘-Funktion zum Gitter {\displaystyle \Omega } die Differentialgleichung
{\displaystyle (\wp '(z))^{2}=4\wp (z)^{3}-g_{2}(\Omega )\wp (z)-g_{3}(\Omega ).}
Umgekehrt gibt es zu jeder elliptischen Kurve über {\displaystyle \mathbb {C} }
{\displaystyle y^{2}=x^{3}+ax+b}
ein Gitter {\displaystyle \Omega } mit {\displaystyle a=15G_{4}(\Omega )} und {\displaystyle b=35G_{6}(\Omega )}. Die elliptische Kurve wird dann parametrisiert durch
{\displaystyle (x,y)=(\wp (z),{\frac {1}{2}}\wp '(z))}
mit {\displaystyle z\in \mathbb {C} /\Omega }.
Insbesondere ist jede elliptische Kurve über {\displaystyle \mathbb {C} } homöomorph zu einem Torus {\displaystyle \mathbb {C} /\Omega }.